# Indian Open
Indian Open  − profesjonalny rankingowy turniej snookerowy.

## Historia
Powstanie tego turnieju związane jest z szybkim i prężnym rozwojem snookera na terenie Indii.
Rozgrywany jest on od 2013 roku w Nowym Delhi – stolicy Indii. Miejscem rozgrywania tego turnieju jest Le Meridien Hotel, w miejscowości New Delhi. Jest to pierwszy i dotychczas jedyny turniej zaliczany do Main Touru rozgrywany na terenie Indii. Indian Open jest (obok rozgrywanych w Chinach: Shanghai Masters, China Open i Wuxi Classic) czwartym turniejem snookerowym rozgrywanym na terenie Azji.
Indyjska Federacja Bilardu i Snookera podpisała w 2013 roku kontrakt na organizację turnieju przez okres 3 lat..
Łączna pula nagród turnieju w 2013 roku wynosiła £300 000, zaś zwycięzca otrzymał £50 000.
Łączna pula nagród turnieju w 2015 roku wynosiła £336 000.
Łączna pula nagród turnieju w 2017 roku wynosiła £323 000.

## Zwycięzcy
| Rok         | Zwycięzca      | Przegrany      | Wynik finału | Sezon       |             |
| Indian Open | Indian Open    | Indian Open    | Indian Open  | Indian Open | Indian Open |
| ----------- | -------------- | -------------- | ------------ | ----------- | ----------- |
| 2013        | Ding Junhui    | Aditya Mehta   | 5−0          | 2013/14     |             |
| 2015        | Michael White  | Ricky Walden   | 5−0          | 2014/15     |             |
| 2016        | Anthony McGill | Kyren Wilson   | 5−2          | 2016/17     |             |
| 2017        | John Higgins   | Anthony McGill | 5−1          | 2017/18     |             |
| 2019        | Matthew Selt   | Lü Haotian     | 5−3          | 2018/19     |             |